# Spiderwebs
Spiderwebs is een single van de Amerikaanse band No Doubt. Het nummer is geschreven door bandleden Gwen Stefani en Tony Kanal en is afkomstig van het derde studioalbum van de band, Tragic Kingdom. Het nummer behaalde in de Verenigde Staten de vijfde positie in de "Billboard Modern Rock Tracks" en in Zweden stond het nummer op de 23e positie. In de Nederlandse Top 40 kwam het nummer niet verder dan een nominatie (tip).
Het nummer gaat over een man die Gwen Stefani de hele tijd opbelt om haar slechte poëzie voor te lezen. Op de hoes van de single staat een afbeelding van Spider-Man.
Het nummer is ook gebruikt in Guitar Hero: World Tour.
| Nummer | 87 | 85 | 99 | Uit |